# Pleisztocén–holocén becsapódási esemény

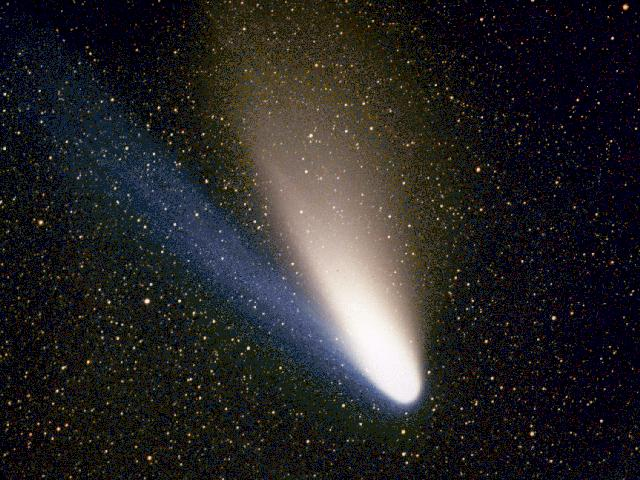
Elképzelhető, hogy a mamutok kihalásában egy 1,5 km átmérőjű üstökös is szerepet játszott
(a képen a Hale–Bopp-üstökös látható)

A pleisztocén–holocén becsapódási esemény a róla szóló elméletek szerint egy üstökös robbanása miatt bekövetkezett a természetben kimutatható nagy jégolvadás és egyéb járulékos jelenségek magyarázata.

## A teória
Allen West (Arizonai Egyetem) és Ken Tankersley (Cincinnati Egyetem) teóriája szerint i. e. 10 900 - i. e. 10 800 körül egy megközelítően 1,5 km átmérőjű üstökös robbant fel az észak-amerikai Nagy-tavaktól valamivel északkeletre. Az elmélet szerint a robbanás hője megolvasztotta az észak-amerikai jégtakaró egy részét (és részben talán a laurázsiai jégtakaró távolabbi területein is olvadást okozott), a tunguszkai eseményhez hasonlóan nagy területen elégette és letarolta a fenyveseket és nagy mennyiségű vízgőzt, aeroszolt juttatott a légkörbe. A megolvadt jég végighömpölygött az észak-amerikai nagy síkságon és felhígította az északi sós tengert, ami leállította a Golf-áramlatot. A lehűlést a légkörbe kerülő nagy mennyiségű aeroszol is elősegítette.

## A Fiatalabb Dryas-periódus

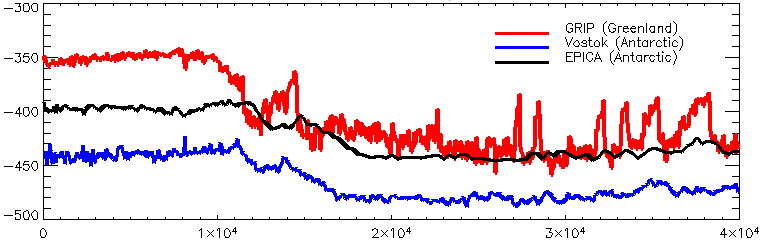
A „Fiatalabb Dryas esemény” hőmérsékleti minimumai 3 jégfúrás-minta adatai alapján

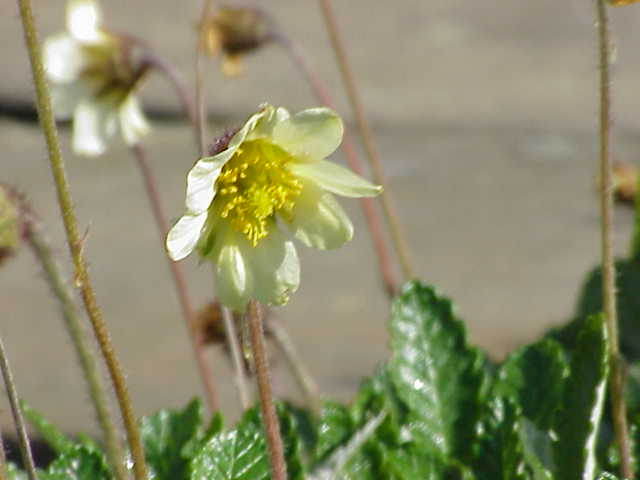
A névadó növény: a magcsákó (Dryas octopetala), a hideg időszakok indikátora tipikus tundrai növény, melynek pollenje és termése tőzeglápokban sok ezer éven át fennmaradhat

Az angolszász nyelvterületen Fiatalabb Dryas (Younger Dryas) kihalási eseménynek is nevezett pleisztocén-holocén kihalási esemény mintegy 12 900–12 800 éve kezdődött és a megafaunák és a paleolitikumi kultúrák végét jelentette. Az addig fokozatosan emelkedő átlaghőmérséklet valóban hirtelen (legfeljebb néhány évtized leforgása alatt) hideg minimumot produkált. Közel 1300 éves lehűlés köszöntött be, sokkal gyorsabban, mint ami az eljegesedések éghajlati változásaikor jellemző. A korszak datálása szerint az 12 900–12 500 évvel ezelőtti időszakot ölelte fel. Ezen időszak alatt következett be a Meerfelder Maar tó rétegsorából is ismert hirtelen lehűlés nagyjából 12 680 éve, valamint nem sokkal ezt megelőzően történt néhány katasztrofális méretű áradás (például 12 845 ± 80 éve az Altaj hegységben) is, ami valószínűleg a Dryast megelőző meleg időszak következménye lehetett.

## Klímaváltozás egy év alatt?

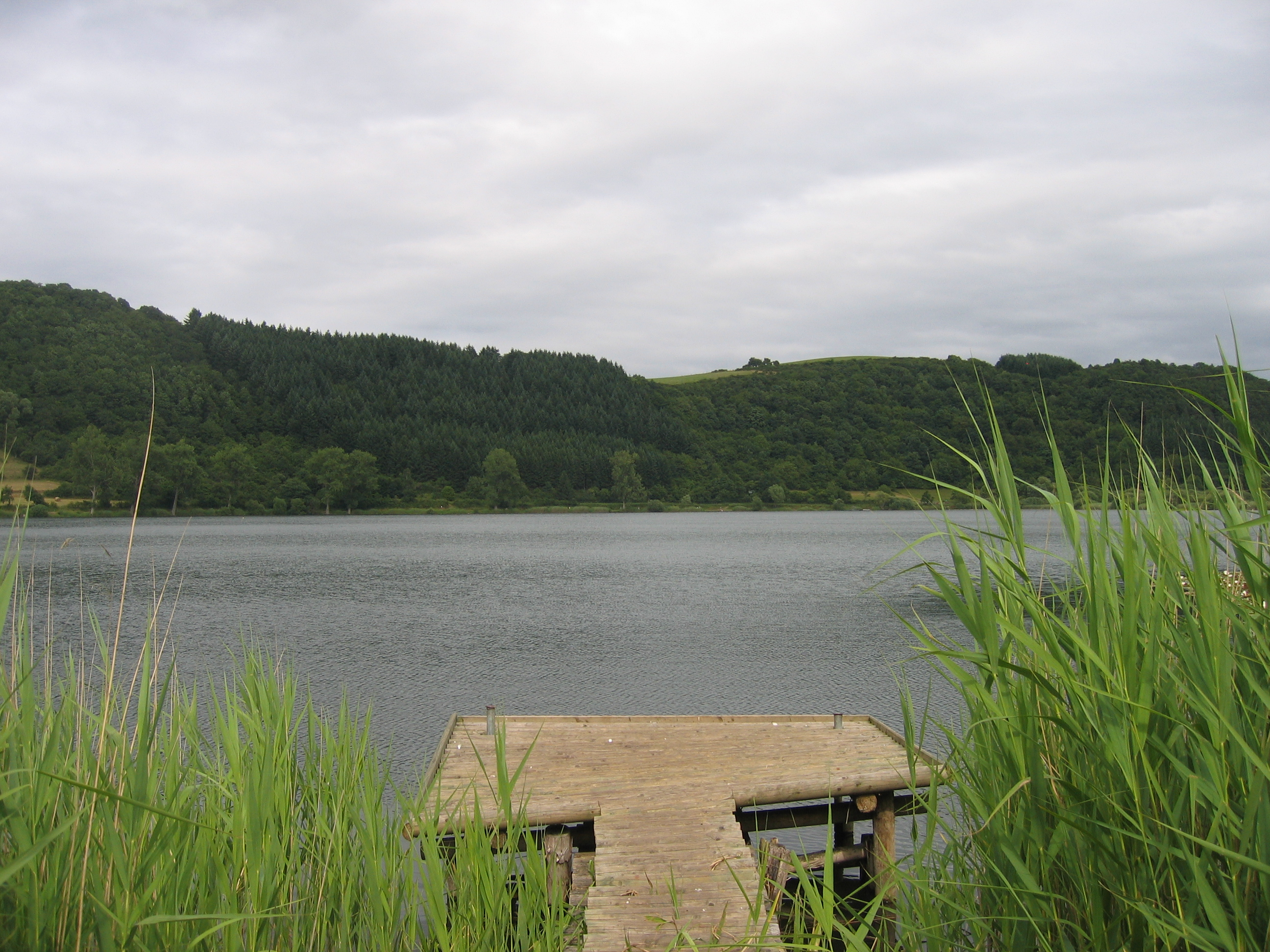
Meerfelder Maar

Német, svájci és amerikai kutatók tanulmányozták a németországi vulkanikus eredetű, lápos Meerfelder Maar tó üledékét. A tó üledéksorában elválaszthatók a téli és a nyári üledéksorok, valamint elemezhető a felhalmozódott üledékrétegek izotópeloszlása, kora. Eredményeikről a Nature Geoscience című tudományos szaklapban számoltak be. Az üledékréteg mikroszkopikus elemzése révén évszakokra lebontva vizsgálták az időjárási viszonyokat. Kiderült, hogy a Würm-glaciális végi változás rendkívül gyors volt, egy rövid „instabil” periódus után mindössze fél év volt szükséges ahhoz, hogy a szél oly módon váltson irányt, hogy a kontinens éghajlata radikálisan megváltozzon, lehűljön körülbelül 10 680 éve. A tó mélyén fekvő üledék tanúsága szerint ugyanekkor az őszi és tavaszi évszak között hatalmas mértékben megnőtt a viharok intenzitása, és lehűlt az éghajlat Nyugat-Európában.
A cikk szerzői abban látják a változás okát, hogy a lehűlést okozó széljárásváltozást a tengeri jégmező kismértékű délre tolódása váltotta ki. Nehéz megmagyarázni, hogy ez miért nem következett be már korábban is, illetve, hogy egy ilyen kilengés miért vezetett volna radikális klímaváltozáshoz. Ellenben, ha nagy mennyiségű édesvíz került a sarki tengerbe, illetve megolvadt az északi jégtakaró egy része, az képes lehetett arra, hogy megváltoztassa egy időre a tengeráramlást az uralkodó széljárással egyetemben. Ez tehát nem mond ellent a becsapódási elméletnek, hanem inkább támogatja azt és felhívja a figyelmünket egy újabb lehetséges komponensre a lehűlési láncolatban.
A becsapódási elmélet szempontjából ellenérv lehet, hogy a Dryas-periódus kezdetéhez képest a tó üledéksorából ismertetett hőmérséklet-zuhanás körülbelül 120 évet késett. Kérdés, hogy ebben az esetben mennyire megbízhatók a korszakdatálási eredmények. Ha a tavi rétegsor kormeghatározása helyes, akkor valószínű, hogy a tó rétegsorából ismert nagyarányú lehűlés csak egyike volt az 1300 éven át tartó, visszatérő jeges periódusoknak vagy azt a pontot jelzi, amikor az éghajlati minimum elérte csúcsát. A kérdést segíthetne tisztázni, ha a Dryas-időszakból származó "fekete réteg" pontos korát sikerülne évszázadra, évtizedre pontosan meghatározni (lásd később).

## Nagy árvizek a jégkorszak végén
A pleisztocén vége felé a jégkorszakvégi melegedő éghajlat hatására több ízben előfordult, hogy az évtízezredek alatt a gleccserek által szállított törmelékből álló morénasáncok a felmelegedés hatására megolvadó hatalmas vízmennyiségnek nem tudtak ellenállni és egy-egy nagyobb, hihetetlen mértékű áradást hoztak létre. Ilyen, a Dryasnál régebbi esemény volt a Bonneville áradás 14 500–14 000 éve és a Spokane-elöntés kb. 13 500 éve. Ismertek a Mississippi völgyében eltemetődött erdők, amiket több méter vastagságban temetett maga alá az iszap, megőrizve a fák törzsének alsó részét. Geológiai bizonyítékok vannak a szibériai nagy árvízre, az Altaj hegységben, ahol C14-es szénizotópos kormeghatározások szerint  10 845 ± 80 éve következett be az áradás, ahol a megolvadt jég mintegy 500 m-es morénagátat tört át. A Washington állambeli Scablandben (USA) is egy hatalmas kiterjedésű elöntés játszódott le ugyanekkor.
Az altáji áradás vízhozama elérhette a 106 m³/s-ot. A legnagyobb ilyen áradás a Chuya-Kura elöntés volt (kb. 13 000 éve), ennek vízhozama több mint 18 millió m³/s lehetett.
Elképzelhető, hogy a szibériai, jégbe fagyott mamutok (egy részének) vízbe fulladása, egyes észak-amerikai fenyőerdők (Mississippi-völgy) több méteres iszap alá való eltemetődése és a mondákból, vallási iratokból jól ismert vízözön története erre az eseményre visszavezethető.
Ha valóban üstökös robbant fel a jégtakaró felett, annak felszabaduló hőenergiája hatalmas méretű árvizeket okozhatott az északi féltekén, főként a Jeges-tenger felé nyitott Szibériában és magában Észak-Amerikában, de a megolvadó jégtakaró vize több méterrel emelhette volna az óceán vízszintjét a Föld minden tengerparti területén, elöntve a tengerparti síkságokat.
Egy másik, a pontos koradatokkal jobban összeegyeztethető következtetés szerint ezek a nagy áradások inkább a jégkorszakvégi gyors felmelegedésre voltak visszavezethetők és korban megelőzték a Dryas-eseményt. Ebből a szempontból a hirtelen lehűlés inkább eljegesedéshez vezetett volna, ha 1300 évnél tovább tart. Az i.e. 10 900-10 800 évvel ezelőtt kezdődött hideg időszak datálása és a korban ehhez az eseményhez közel álló más éghajlati-geológiai történések időbeli egyeztetése még nem történt meg.
Jelenlegi tudásunk alapján azt mondhatjuk, hogy a jégtakaró olvadásával együttjáró árvizek esetleges időbeli egybeesése a Dryas-periódussal meglehetősen gyenge érv a becsapódási elmélet mellett és nem igényel kozmikus katasztrófa-magyarázatot. Ha mégis volt becsapódás, s a feltételezett területen, az valóban okozhatott árvizeket, de ezzel összefüggő árvízi rétegegyüttes nem ismert.

## A pleisztocén-holocén tömeges kihalás

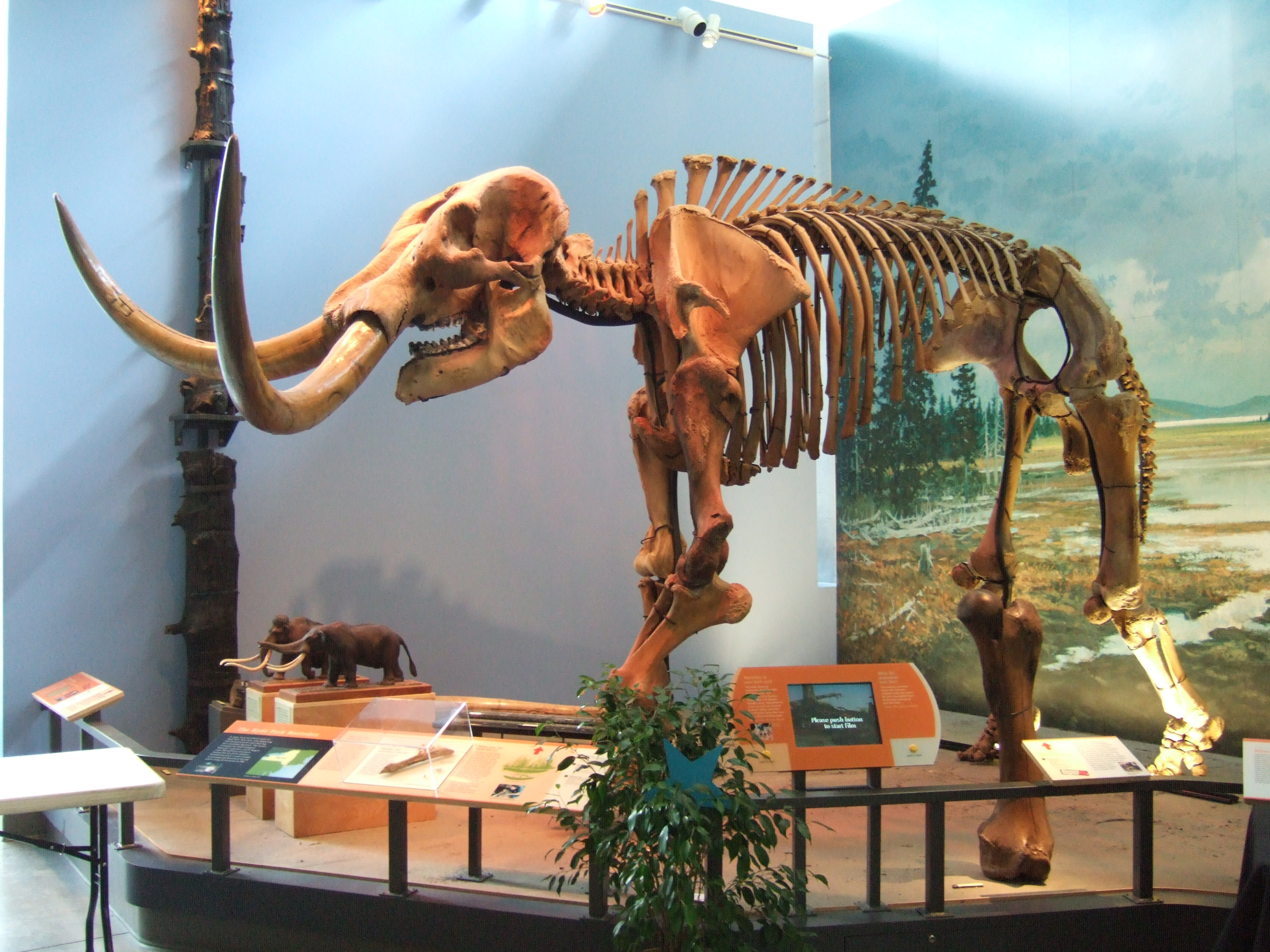
Mamut csontváza

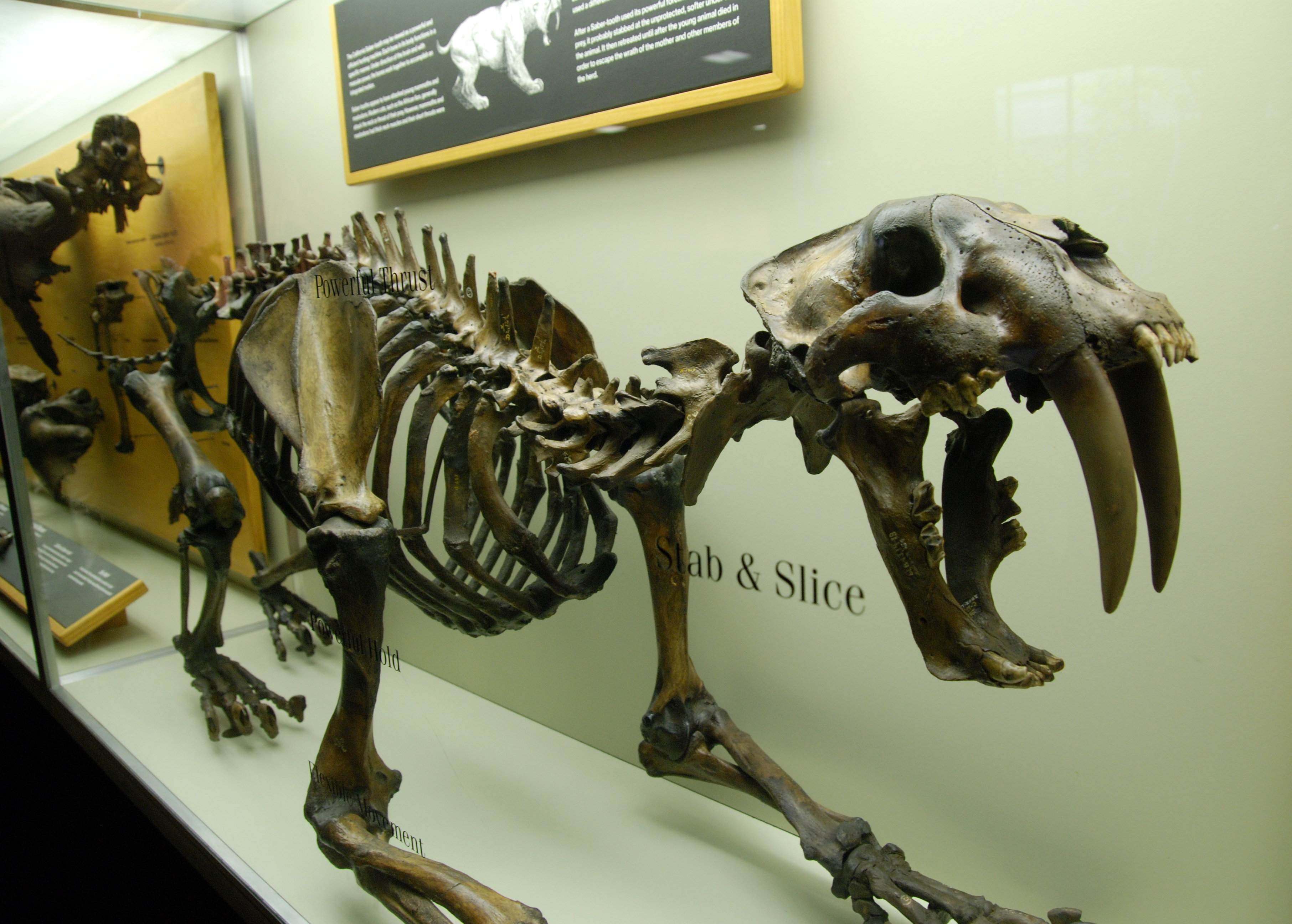
Kardfogú tigris Los Angelesből

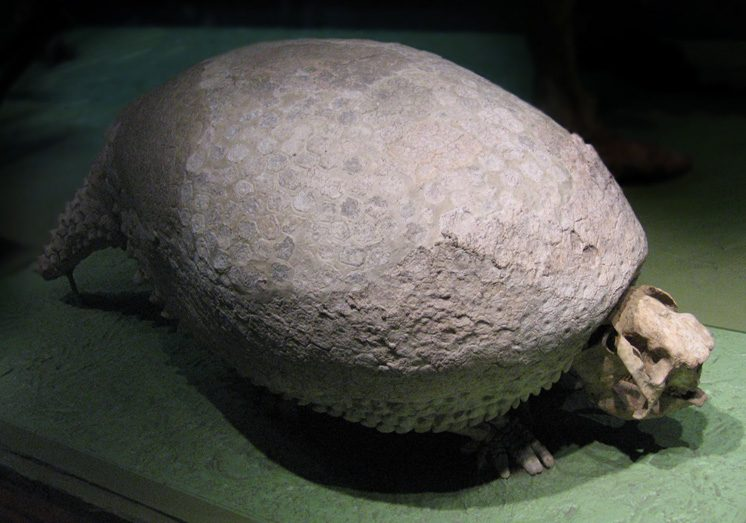
Óriás tatu

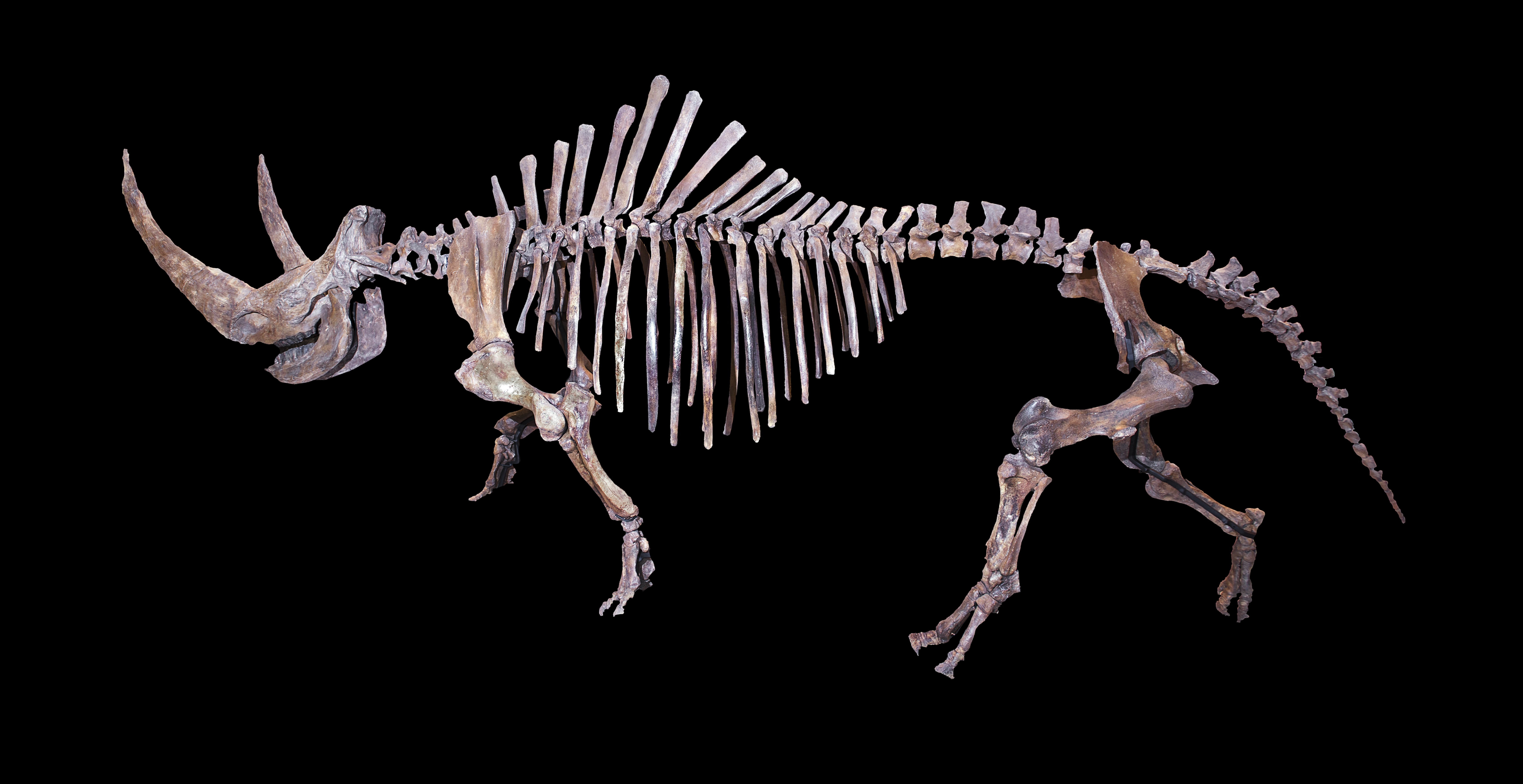
Gyapjas orrszarvú

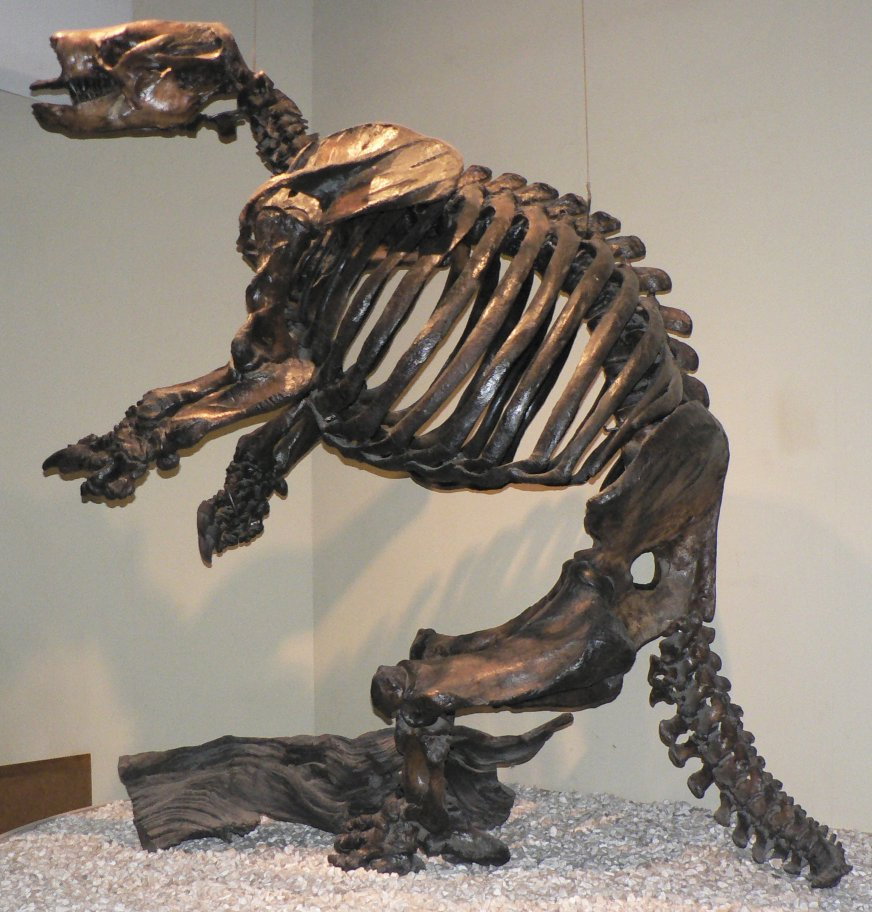
Óriáslajhár

A földtörténet nagy kihalásaival párhuzamba állítható a jégkorszak végi tömeges halál. Igaz, nem volt igazán globális jellegű és főként a nagy testű állatokat érintette, ugyanakkor egy olyan látványos faunára tett pontot, ami a földtörténeti újkor 65 millió évének evolúciós eredménye volt. A 44 kg-nál súlyosabb fajok 73%-a halt ki csak Észak-Amerikában. Eltűntek a kardfogú tigrisek, az óriás szarvasok, az óriáslajhárok és a gyapjas orrszarvúak, hogy csak néhány példát említsünk. A lentebbi felsorolásban Észak-Amerika és Európa veszteséglistája látható (a teljesség igénye nélkül).

### Európa megafaunája: kihaltak és túlélők
- barnamedve
- európai bölény (majdnem kihalt, azonban lengyelországi maradékállományaiból megmentették a bölény eurázsiai alfaját)
- jávorszarvas
- jegesmedve
- őstulok† (vad formájában 1627-ben kihalt, azonban fajszinten azonos a ma élő szarvasmarhával)
- vadló (Európából már teljesen kipusztították, faj szinten azonos a házi lóval; a Przsevalszkij-ló fennmaradt)
- barlangi oroszlán†
- gyapjas orrszarvú†
- gyapjas mamut†
- óriásszarvas†
- sztyeppei bölény†
- barlangi hiéna†
- ! A barlangi medve† nem sorolható a fentebbiek közé, már jóval a jégkorszak vége előtt kihalt

### Észak-Amerika megafaunája: kihaltak és túlélők
- barnamedve (észak-amerikai alfaja, a Grizzly medve)
- amerikai bölény (ami faj szinten azonos az eurázsiaival)
- jávorszarvas
- jegesmedve
- pézsmatulok
- puma
- nyugati teve†
- hosszúfejű láma†
- nyugati ló † (! a musztáng elvadult spanyol telivérekből és házilovakból származott)
- mexikói ló†
- rövidfejű medve†
- észak-amerikai tapír†
- hosszúszarvú bölény†
- sztyeppei bölény†
- gyapjas mamut†
- törpemamut (Mammuthus exilis)†
- amerikai mamut†
- amerikai masztodon† (De! Dél-Amerikában túlélték a pleisztocént)
- kardfogú tigris†
- amerikai oroszlán† (nagyobbak voltak, kb. másfélszer a mai kifejlett afrikai oroszlánnál)
- észak-amerikai gepárd†
- óriáslajhár†
- óriásfarkas†
- óriáshód† egy Volkswagen „bogár” méretét érték el!)
- óriás tatu (glyptodon)†
- óriáskondor† (az andoki kondor óriás rokona)
- Jefferson földi lajhárja†

Ebből a következőket lehet levonni:
- 1. a megafauna jégkorszak végi kihalása a meleg és hideg mérsékelt övön a Dryas-hidegperiódusban ment végbe Észak-Amerika, Európa és Dél-Amerika hasonló éghajlatú területein.
- 2. a szubtrópusi, trópusi fajok érintettsége elhanyagolható volt
- 3. az arktikus és antarktikus fauna mai ismereteink szerint nem szenvedett nagyobb károkat
- 4. a tengeri élővilág hasonlóan nem volt érintett
- 5. a fajpusztulás központja Észak-Amerika volt
- 6. rokon fajok vészelték át a megafauna kihalását Észak-Amerikában és Eurázsia mediterrántól északra eső klímájú vidékein (bölény, jávor- és rénszarvas, pézsma- és őstulok, barna-, jeges- és Grizzlymedve).
- 7. a „Blitzkrieg” támogatói mellett szól az az érv, hogy az Észak-Amerikában fennmaradt fajok többsége ázsiai eredetű volt (eurázsiai szarvasok: jávorszarvas, rénszarvas, a tulokfélék: bölény, pézsmatulok, medvék: barna-és jegesmedve) és a kihaltak főleg bennszülött észak-amerikai típusok. Ugyanakkor ezt az érvet kissé gyengíti az a tény, hogy ezek a fajok a kozmopoliták közül kerültek ki, tehát Ázsia felől is érkezhettek fenntartó populációik. Ugyanakkor olyan kozmopolita fajok, mint a mamut vagy a vadló mégis kipusztult. Megjegyzendő, hogy a jegesmedve és a pézsmatulok a gleccsereken is át tudott kelni, a barna medve Grizzly-típusa viszont egyértelműen a barna medve bennszülött alfaja Észak-Amerikában.

## Érvek a becsapódási esemény mellett

### A becsapódási üledéksor
Mióta ismert és elfogadott ténnyé vált, hogy a dinoszauruszok kipusztulásáért kisbolygó-becsapódás tehető felelőssé (és részben a dekkán-fennsíki platóbazalt-vulkanizmus; a kettő összefüggése megfontolandó az aszteroida induktor szerepét feltételezve), sok esetben sikerült már kimutatni becsapódási üledékeket. Mikrogyémántok, olvadt üveg, tektitek, szenes rétegek és szén-szferulák, irídium stb. jelenléte az üledékben együtt véve erős érvet jelentenek a becsapódás mellett.
A réteget részletesebb elemzésnek vetették alá. A tanulmányozott mintákban az átlagos szintet meghaladó irídium-koncentrációt, sok ún. mágnesezhető mikroszferulát (megolvadt, majd újraszilárdult apró gömböt), kormot, Földön kívüli eredetű hélium–3 izotópokat tartalmazó fulleréneket, valamint üvegszerű és szénben gazdag mikroszkopikus gyémántokat, magnetit-kristályokat, széngolyócskákat és olvadt, üvegszerű részecskéket azonosítottak. Ezek a jellemzők egy kozmikus test becsapódásainak hatására utalnak. A teória 2007-ben a Nature tudományos folyóirat lapjain látott napvilágot Rex Dalton szerzőségével "Becsapódás a múltban?" ('Blast in the past?') címmel.

### A fekete réteg
Allen West és Ken Tankersley egy sötét, szénben gazdag réteget vizsgált Kanadában. Az anyag i. e. 10 900 - i. e. 10 800 között rakódhatott le, amikor az élővilág a jégtakaró visszahúzódásával párhuzamosan előretört a területen. Ekkoriban a környezeti feltételek egyre kedvezőbbé váltak a növények és állatok számára, ám a felvirágzás hirtelen megtorpant, amikor váratlanul visszaesett a hőmérséklet. A katasztrófa nyomán számos faj, többek között a gyapjas mamutok, óriáslajhárok is kihaltak a területen. A "fekete réteg" alatt a Clovis-kultúra eszközei és az általuk elejtett nagyvadak csontjai nagy mennyiségben sorakoztak, a réteg feletti (későbbi) üledékben azonban ezek teljesen hiányoztak és egy nagy mértékben elszegényedett fauna leletekben szegény maradványára leltek.

### Carolina bays
A Carolina bays elliptikus bemélyedések Delaware, Maryland, New Jersey, Észak-Karolina, Dél-Karolina, Virginia, Georgia és Florida államokban (Prouty 1952, Kaczorowski 1977). Maryland államban "Maryland basins" nevet viselik (Rasmussen and Slaughter, 1955).  Körülbelül 500 000 ilyen képződmény található ma is az említett területeken, jellemzően északnyugat-délkelet irányú tájolással. Számos képződményt víz tölt ki, ám vannak olyanok is, amelyek éppenséggel szárazak vagy elmocsarasodtak már. Jellemző rájuk a horizontális kiterjedéshez képest kis vertikális kiterjedés, valamint a sűrű előfordulás átfedésekkel és az elnyújtott alak, aminek iránya - szemben a korábbi feltételezésekkel - nem esik egybe a jég egykori mozgásirányával és olyan területeken is megtalálhatók ezek a képződmények, ahová a jég valószínűleg sohasem jutott el: ezeket valószínűleg nem a jég mozgása hozhatta létre. Az átfedések és a geometriájuk, valamint az egységesen a Nagy-tavak felé mutató elnyújtott alak meglehetősen egyértelműen azt az elképzelést támogatja, hogy inkább valamilyen becsapódás hozhatta őket létre. A robbanás központja a Carolina bays-képződmények alapján valahol a mai Chicago felett lehetett. A kráterek morfológiája és az, hogy meteorit-darabokat nem találtak, azt valószínűsíti, hogy helyes lehet az üstökös-elmélet (ezeket nem egy nagy becsapódó test hozta létre). Ha valóban üstökösre vezethetjük vissza a tavak keletkezését, akkor az alábbi forgatókönyv jön szóba:
- 1. Az égitest északnyugati irányból, rendkívül lapos szögben közelítette meg Észak-Amerikát és Kanada felett lépett a légkörbe.
- 2. A súrlódástól, légellenállástól jelentősen felhevült és lelassuló üstökös a későbbi Nagy Tavak medencéjét takaró, akkor mintegy 2–3 km vastagságú jégréteg felett (valahol Chicago környékén) több megatonna TNT-nek megfelelő energiával felrobbant és a széttöredező, főként (még részben) fagyott szén-dioxidból, vízjégből és a benne elkeveredő porból, kőzetanyagból álló kisebb darabok délnyugati irányban szétszóródtak.
- 3. A jégtakarótól délre elterülő, nagyobbrészt állandóan fagyott talajú területeken akkor jöttek létre a tavak, amikor az üstökös törmelékei a talajnak csapódtak. Mivel többnyire nem kőzetből álló fragmentumokról volt szó, a nagy nedvességű, fagyott vagy mocsaras altalaj plasztikusan átvette a mozgási energia nagy részét, ezért nem mély kráterek, hanem széles, de sekély mélyedések jöttek létre. Mivel az üstökös még a légkörben széthullott, nagyobb krátert nem hagyott maga után.

### Becsapódási nyomok jégkorszaki állatok csontjain
A Lawrence Berkeley Nemzeti Laboratórium tudósai becsapódási nyomokra emlékeztető jeleket találtak jégkorszaki állatok csontjain. Eddig nyolc, a pleisztocén késői szakaszából származó mamutagyaron észleltek meteoritdarabok által okozott sérüléseket. A leletek Alaszkából származnak, valamint egy Szibériából származó bölény koponyája is a leletek között van. Az elmélet jelen cikkre nézve gyenge pontja a maradványok kora, ami 20-35 000 közöttinek adódott, később 13 000 évesre datáltak egyes leleteket. A kormeghatározási problémák ellenére érdemes megismerkedni az elmélettel.
Párhuzamot vontak az  Észak-Amerika felett a Würm-glaciálisban feltételezések szerint felrobbant üstökös és a nyomok között. Az elképzelés szerint a légkörbe lépve felrobbant égitest szilánkjait találták meg. A maradványokon apró, 2-3 milliméteres kis becsapódási kráterek, forradások láthatók, hasonlóan a mai űreszközökön észlelt, porszemektől származó sérülésekhez. Nem teljesen egyértelmű, hogy az esemény még az állatok életében vagy azután következett-e be. A nagy sebességű becsapódás mellett szólnak a kidomborodó, égésnyomokkal tarkított felületi gyűrűk, melyek a becsapódási pontokat övezik, a lyukak pedig csak egy oldalon tapasztalhatók, ami azt bizonyítja, hogy a behatás egy irányból érkezett. Az elektronmikroszkópos vizsgálatok tanúsága szerint a beágyazódott szilánkok az agyarakban és a csontokban robbantak fel. Az elnyelődött darabkák mágnesesek és magas nikkel-vas koncentrációval rendelkeznek. A talált izotópok összetétele nem földi eredet mellett szól. Richard Firestone véleménye szerint már rég halott állatok csontjait érhették a becsapódó testek a fátlan, füves tundrán.

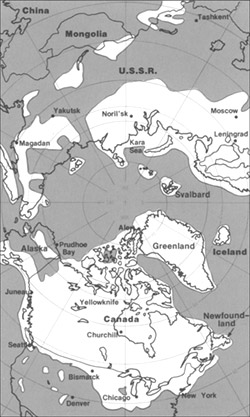
A jégárak legnagyobb kiterjedése a pleisztocén idején. Látható, hogy a Nagy Tavakat jég fedte, tehát a robbanás vastag, dél felé lejtő jégréteg felett történhetett.

## „Becsapódás” vagy „Blitzkrieg”?
A hipotézis szerint a becsapódás kapcsolatba hozható az észak-amerikai megafauna és a Clovis-kultúra látványos és hirtelen eltűnésével. A jégkorszak nagyvadai, a mamutok, masztodonfélék, kardfogú tigrisek, több medvefaj és számos más nagyvad nagyon gyorsan tűnt el 10 000 évvel ezelőtt. Ezt általában az éghajlatváltozással és/vagy a vándorló emberek egyre hatékonyabb vadásztechnikáival magyarázzák, a fentiek fényében azonban akár az űrkőzetek is hozzájárulhattak a populációk csökkentéséhez. Az egyes földrészeken más időben következett be a megafauna kihalása, azonban ez nem szól a becsapódás okozta kihalás ellen. Ismert, hogy a késő pleisztocén kihalási hullám mintegy 40-10 000 évvel ezelőtt játszódott le, viszont az időintervallumon belül az egyes földrészeken más és más időpontokban: Ausztráliában 40 000 évvel ezelőtt, ami a dingó és az ember megjelenését jelenti az erszényesek földjén. Bár a szigeteken, így Madagaszkáron (1500 éve - délkelet-ázsiaiak bevándorlása), Új-Zélandon (800 éve, maorik megjelenése) csak a holocénban következett be, egyértelmű, hogy tömegében és kiterjedésében a legnagyobb kihalási hullám Európában és Ázsia északi területein 12 000 éve, valamint Észak-és Dél-Amerikában mintegy 12-11 000 éve ugyanahhoz az eseményhez köthetők és a legnagyobb jelentőségűek voltak. Ezért némi egyszerűsítéssel nyugodtan mondhatjuk, hogy a megafauna kihalásának csúcsa a 12-11 000 évvel ezelőtti időszakhoz köthető. A kihalás a Föld területének legalább 2/3-át érintette és talán csak Afrika és Ázsia déli területei (és a már amúgy is zoológiailag addigra elszegényedett Ausztrália) „úszták meg” az eseményt.

### A Clovis paleoindián népesség
A Clovis kultúra az első (ismert) paleoindián műveltség volt Észak-Amerikában. Szénizotópos kormeghatározások szerint mintegy i. e. 11 500 táján jelent meg és i. e. 10 900 körül tűnt el, a Fiatalabb Dryas periódus kezdetén. A Clovis-kultúra fennállására vonatkozó, kissé ellentmondásos adatok ellenére legfeljebb 6-800 éven keresztül létezhetett. A Clovis-kultúra nem szűnt meg teljesen, hanem lokalizáltabb, kisebb részekre különült, mint amilyen a Folsom, Gainey, Suwannee-Simpson, Plainview-Goshen, Cumberland point és Redstone kultúrák.

### Érvek a „Blitzkrieg” mellett
A „Blitzkrieg” (=villámháború, német szó) elmélet szerint a Bering-földhídon keresztül érkező kőkorszaki értelemben véve modern vadászok pusztították ki az amerikai megafauna tagjait. Martin, az Arizonai egyetem kutatója vetette fel azt az elképzelést, hogy a 11 500 körül északnyugatról érkező paleoindián törzsek villámtámadás-szerűen irtották volna ki az őshonos faunát, mintegy 350 év alatt, majd a mértéktelen vadászat saját vesztüket okozva, éhhalálra ítélte a népesség nagyobb részét, innen lenne az a régészeti hiány, ami a Clovis-kultúra és a leszármazottaikként felismert népek régészeti anyaga között van. Martin számítása szerint a Clovis népeinek lélekszáma az i.e. 11 100-as évekre elérhette a 600 ezer főt. Állítása szerint ezer év sem kellett ahhoz, hogy az emberi népcsoportok meghódítsák az amerikai kontinenst Alaszkától Tűzföldig.
Ausztrália esetében szinte biztosnak vehető az összefüggés a megafauna kihalása és az első emberi telepesek megérkezése között. Egy 1999-ben napvilágot látott tanulmány szerint egy kihalt, nagy testű futómadár, a Genyornis és az emberek megjelenése egybeesett és 50 ezer évvel ezelőtt történt. 1999 óta számos más, 25 kg-nál nehezebb nagy testű állatfaj kipusztulásának kapcsolatában is megtalálható ez az összefüggés.
Számos helyen rendre megtalálták a nagyvadak csontjai közelében a Clovis embereinek kőfegyvereit (ezek „húsfeldolgozó helyek” lehettek). Az észak-amerikai faunában is hasonló tendencia mutatkozik első ránézésre: a 44 kg-nál nehezebb fajok 73%-a pusztult ki. A kis testű emlősök, például a rágcsálók között a kihalás nem volt számottevő, de mégis jelentkezett. A dél-amerikai fauna még rosszabbul járt, ott 60 nemzetség veszett ki. Ezen adatok a vadászat nagyság szerinti szelektivitására utalhatnak, ezért a „Blitzkrieg” elmélet fontos megerősítő érvei.

### Érvek a „Blitzkrieg” ellen

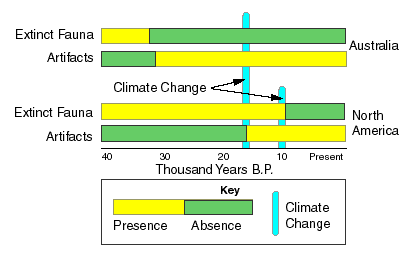
Összefüggések (és hiányuk) az ausztráliai és az észak-amerikai kihalások lefolyása között. Látható, hogy Ausztráliában az emberi behatás és a kihalási hullám egybeesik időben. Észak-Amerikában nem ilyen egyértelmű a helyzet

Ellenérvek hamar elhangzottak. Leginkább a nagyemlősök pusztultak ki, 43 nemzetség veszett oda és ezek 91%-a 5 kg-nál nehezebb volt. Azonban itt nem szabad szem elől vesztenünk azt a tényt, hogy a kréta végi kihalásnál is csaknem ugyanilyen jellegű tendencia figyelhető meg, pedig akkor még hol voltak az emberi lények? A kréta végén a 25 kg-nál nehezebb testű állatfajok nagy része kihalt. Az, hogy 25 vagy 44 kg-nál húzzuk meg a határvonalat, némileg ízlés kérdése is. Eszerint a nagy testű fajok kihalása a tömeges kihalások alkalmával minden emberi részvétel nélkül lejátszódik, valószínűleg a nagy testű fajok fokozott táplálékigénye, elrejtőzése a természeti elemek elől, a téli álomra való képtelenségük és nem utolsósorban kisebb egyedszámuk, lassabb nemzedékváltásuk miatt. Az ellenlábasok prominens személyisége, Beck azzal érvel, hogy a Bering-földhíd felől érkező népeknek az észak-amerikai északnyugattól délkelet felé haladva kellett volna kipusztítaniuk az állatfajokat, ezzel ellentétben ilyen nem tapasztalható, a kihalás a kontinens területén nagyjából egyszerre mehetett végbe. Másrészt az is elgondolkodtató, hogy az európai ember érkezése előtt élt indián népcsoportok sosem irtották ki a bölényt vagy más nagyemlősöket, az előbbiek a fehér ember megérkezéséig milliószámra legelésztek a nagy síkságon. Ami az indiánoknak nem sikerült, az a fehér embernek bő 150 év alatt igen: a hatalmas bölénycsordákból csak rezervátumokban maradt néhány száz példány. Másrészt számos adat támasztja alá azt a vélekedést, hogy az amerikai kontinens már legalább 35 ezer éve lakott, kérdés, miért éppen a Clovis-vadászok ritkították volna meg ennyire a bennszülött faunát. Még egy ellenérv, hogy a dél-amerikai indián törzsek származása nem tűnik egészen azonosnak genetikailag az északi törzsekkel, így kérdés, hogy a Clovis-vadászok valóban eljutottak-e ennyire Tűzföldig. A „Blitzkrieg” melletti tábor szerint a Clovis-vadászok előnye a jobb fegyverzetükben rejlett.

### Globális kihalás vagy lokális történés?
Észak-Amerika nyugati partjainál végzett üledéktani-paleontológiai vizsgálatok szerint a tengerben nem történt jelentősebb kihalás a jégkorszak végén. Hasonló mondható el Eurázsia melegebb égövi vidékeiről és Afrikáról, valamint az addigra már kifosztott Ausztráliáról. Dél-Amerika faunájában is történt kihalás, de a dél-amerikai fauna a pliocénben már szenvedett egy „természetes Blitzkrieg”-et is a panamai földhíd megnyílásával, mindenesetre a dél-amerikai fajok (főként Argentína élővilága) nagyobb károkat szenvedett.

#### Diszkusszió

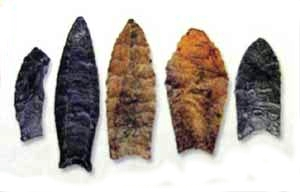
Clovis lándzsahegyek

Említettük, hogy a kihalás főleg a nagyemlősöket érte és a kisebb termetű fajokat kevésbé. Azonban számos érdekes kivétel is akad. A bölény, a puma, a jávor- és rénszarvas, a barnamedve és a jegesmedve vagy az villásszarvú antilop például nem pusztultak ki. Nehéz kérdés, hogy ezek az emlősök miért maradtak volna életben, ha a többi kipusztult? Ahhoz, hogy ezt a kérdést részletesebben megértsük a „Blitzkrieg vagy becsapódás” kérdés szempontjából, nem árt tudnunk, hogy milyen állatfajokat és hol ért a kihalás.
Az észak-amerikai és az európai veszteséglista (lásd: alább) feltűnő jellegzetességei, hogy mennyire szelektív volt a kihalás, az, hogy szinte azonos fajok maradtak fenn Európában és Észak-Amerikában, milyen sok, kifejezetten sztyepplakó (tehát nem a jeges övezetben lakó állat) és egykor mérsékelt, illetve meleg mérsékelt övben lakó állat pusztult ki. Az arktikus, hideg égövi fajok (itt értsd: a jeges, ill. jégfedte területek lakói) nagyobb veszteség nélkül vészelték át a hideg Dryas-periódust. Még az is látható, hogy Észak-Amerika faunája sokkal gazdagabb volt (mint a mai afrikai) az európainál, a veszteségek is nagyobbak, de arányaiban is több a kipusztult állat.
Fontos tudni, hogy a gyapjas mamut, gyapjas orrszarvú és társaik nem a jeges vidékeket lakták (nem úgy, mint a jegesmedve), a közhiedelemmel ellentétben. Az észak-amerikai megafauna nagyobb része még csak nem is hideg, hanem legalább mérsékelt övi területen élt. Ez tehát ellentmond annak a közkeletű érvelésnek, miszerint a jégkorszak végi klímajavulás irtotta volna ki a megafaunát. A megafauna ugyanis számtalanszor (a pleisztocén alatt legalább 50 alkalommal) ért meg meleg-hideg periódusokat és nem érte károsodás, másrészt pont az igazán hideg égövi állatok túlélési esélyei voltak a legnagyobbak (gyakorlatilag mind túléltek). Ehhez jön még, hogy az erdei állatok is inkább túléltek (őz, szarvasok nagy része, európai bölény, őstulok). Tehát: a megafaunát (mint tudjuk) nem a klímajavulás, hanem egy hirtelen rosszabbodás (és még valami…) irtotta ki. Ebből a szempontból helye van a „Blitzkrieg”-elméletnek, de önmagában még akkor sem magyaráz meg mindent, ha feltesszük, hogy az arktikus zónában a vadászok is jóval kisebb számban éltek.
A „Blitzkrieg” mellett érvelők egyik fontos érve, hogy a megafaunát azért érte nagy csapás és azért vészelte át a kipusztulási hullámokat főként az afrikai, mert az ottani állatok koevolúcióban fejlődtek az emberrel. Az elméletnek problémát okoz, hogy a mai ember nem 11 000, hanem legalább 35 000 éve jelent meg az európai kontinensen. Másrészt az olyan fajok, mint a teve, a ló észak-amerikai eredetűek, tehát kérdés, hogy egyik miért halt ki, míg a másik miért nem az amerikai kontinensről, ameddig máshol fennmaradtak, itt tehát újból a szelektivitás okoz problémát. A ló kipusztult Amerikából és a lófélék képviselői Eurázsiában és Afrikában maradtak fenn. A tevefélék Dél-Amerikában, Észak-Afrikában és Ázsiában fennmaradtak, Európában nem éltek a jégkorban és Észak-Amerikából kipusztultak. A bölények fennmaradtak Eurázsiában és Európában is (ugyanazon faj két alfaja!), de szülőhelyükön, Észak-Amerikában számos fajuk kipusztult. Ha a bölények fennmaradtak és a kardfogú tigrisek és óriásfarkasok táplálékállatai voltak, akkor miért pusztultak ki? Az ember valószínűleg nem vadászott tömegesen ilyen nagy testű, veszélyes ragadozókra. A lovak a spanyol konkvisztádorokkal jelentek meg újból Amerika földjén és ott rendkívül gyorsan elszaporodtak. A tevefélék néhány faja Dél-Amerikában fennmaradt: a láma, vikunya, alpaka és a guanakó, ezek mind az Andokban élnek.
Összefoglalásként elmondhatjuk, hogy a kihalás szelektivitása számos problémás kérdést vet fel. Ami a lomha szigetlakó állatok szelídsége folytán kipusztításukról elmondható, az nem feltétlenül állja meg a helyét a nagyon is fejlett, modern nagyemlősök levadászhatóságának viszonylatában. A kihalás jellege és helye inkább egy észak-amerikai becsapódás mellett szól és a konkrét kihalást az akkori mérsékelt övi területeken a gyors lehűlés és az robbanás közvetlen hatásai okozták volna.

## Kombinált elmélet
Végül, de nem utolsósorban nem zárható ki egy összetett, a kihalást több tényezőre visszavezető elmélet sem.
Eszerint a többször is meg-megnyíló földhídon keresztül 2 millió éven át megszakításokkal ugyan, de folyamatos volt a nagyvadak mozgása, a melegkedvelő fajok kivételével. A földrész északi felét az északi szélesség 52. fokáig két fő gleccsertömeg több kilométer vastagságú jege fedte, attól délre, az olvadékvizekből táplálkozó patakok által táplált nedves síkságokon (Great Plains) gazdag volt a vegetáció (nem úgy, mint ma). Az eurázsiai származású szarvasok, tulokfélék, medvék, farkasok, nagymacskák, és az amerikai eredetű lófélék, tevefélék, (sőt, szarvasok is, mert például a nálunk jól ismert őz egy amerikai szarvasféle), valamint az eredetileg afrikai származású ormányosok (mamutok, masztodon) cseréje számtalanszor megtörtént a pleisztocén folyamán oda-vissza. Így voltak olyan állatfajok, amelyek ősei már találkozhattak a vadászó emberrel (legújabb kaukázusi leletek szerint a Homo nem már 1 800 000 éve megjelent Eurázsiában), míg mások (a dél-amerikai kialakulású vendégízületesek) nem.
11 500 évvel ezelőtt, az akkor éppen felmelegedő éghajlatú Földön a tengerszint elég alacsony volt ahhoz, hogy a viszonylag jégmentes Bering-földhídon átkeljenek egyes paleomongoloid, főként vadászatból és halászatból élő törzsek. Ezek az emberek már viszonylag modern vadászati taktikával és fegyverekkel rendelkeztek a kor (ismert) színvonalához képest, valamint fiziológiájukban is remekül alkalmazkodtak a mostoha viszonyokhoz. Ezek az eleinte kis létszámú csoportok egy nagyvadban gazdag kontinensre érkeztek. Az emberek vadásztak a nagyvadakra, és számos lomha állatot, mint az óriás lajhárt vagy az óriás tatut, megtizedeltek. A gyorsabb állatokat, mint a lovak, antilopok, szarvasok és az erős bölények arányaiban valószínűleg kevésbé ritkították meg. Az eurázsiai társaikhoz hasonlóan sok mamutot és masztodont is zsákmányolhattak. Az északi, jeges területek állatait esetleg kevésbé vadászták a mostohább életfeltételek miatt. Lehetséges, hogy hosszabb távon számos nagyvad napjai meg lettek volna számlálva, de a Clovis-lándzsahegyeket és csontokat együtt tartalmazó rétegeknek gyorsan véget vetett az Fiatalabb Dryas kezdetének fekete rétegsora.
A leletek nem a lassan csökkenő vadászzsákmány képét mutatják és azt sem, hogy a fauna északnyugatról (a vadászok feltételezett érkezési iránya) délnyugat fele szegényedett volna el. Az elmélet szerint egy kb. 1,5 km átmérőjű üstökös hatolt be a légkörbe és már a beérkezéskor legalább 2 nagyobb részre szakadt, majd a sztratoszférában több robbanás kíséretében darabokra hullott, ezek a darabok a nyugat-atlanti partokon kráterek sokaságát (Carolina bays) létrehozva szétszóródtak. A jégtakaró fölött történt robbanás közvetlen pusztító hatásán (a fekete, szenes réteg az elégő amerikai fenyőerdők maradványa lehet) kívül egy olyan folyamatsort indított el, ami egy kisebb fokú „nukleáris tél” jellegű klímaváltozáshoz vezetett a sztratoszférában szétszórt aeroszolrészecskék miatt, ami az éppen zajló jégkorszak folytán is főként az arktikus, szubarktikus északi területeken éreztette a hatását. Ez a hirtelen nagyfokú lehűlés lenne a Fiatalabb Dryas-esemény oka. A lehűlés során a nagyvadaknak nem volt lehetősége elvándorolni, így a mai Los Angeles környékén élt gazdag, inkább meleg mérsékelt viszonyokhoz szokott gazdag fauna kipusztult. A folyamatot erősíthette a túlélő ragadozók és Clovis-vadászok élelemhiány miatti aktívabb vadászata, ami az zsákmány-ragadozó kényes egyensúlyt felborította. Mivel az ember váltóragadozó, minden elérhető nagyvadat levadászott, ami a vadak populációinak egymás utáni megfogyatkozását eredményezhette. Európában és Szibériában hasonló folyamatok játszódtak le, Afrika és Dél-Ázsia kevésbé szenvedte meg a történteket. Az robbanás(ok) hőhulláma megolvasztotta a jégtakarót, ami áttörte a morénasáncokat és nagy lokális áradásokhoz vezetett. A megolvadt északi jégtakaró édesvize az Atlanti-óceánba, a Mexikói-öbölbe és a Jeges-tengerbe ömlött, ami leállította egy időre az észak-atlanti vízkörzést és nagyfokú lehűléshez vezetett az északi földgömbön. Az olvadékvíz elöntötte a part menti síkságokat és helyenként több tíz km-rel tolta beljebb a partokat. Mire az éghajlat stabilizálódott, számos nagyvad kihalt és ez a hatás jelentős stresszt jelenthetett az addig főként vadászatból élő csoportoknak. Elképzelhető, hogy ez az összetett történés kényszerítette rá az embereket a vadászó-gyűjtögető életforma felhagyására és a mezőgazdasági termelésre való lassú átállásra (paleolitikum-mezolitikum átmenet).